# Krudas Cubensi
Krudas Cubensi, también conocidas como Las Krudas, es una banda de hip-hop activista por el feminismo negro, queer y políticas veganas. Nacidas en Cuba en los noventa, son parte de la diáspora Caribeña en los Estados Unidos desde 2006.

## Historia

### Formación (1996-1999)
Las tres miembros originales de Krudas Cubensi comenzaron a trabajar juntas en la Habana en los noventa. En 1996, se unieron a la escena Hip hop cubana, Odaymara Cuesta y Olivia Prendes comenzaron el grupo callejero de teatro Tropazancos Cubensi en colaboración con otra artista cubana. La hermana de Odaymara, Odalys Cuesta, se unió al colectivo en 1998. Mezclando teatro comunitario, rap, y artes visuales, Tropazancos fue un grupo de performance educativo y experimental.

### Primeros trabajos como Krudas Cubensi (1999-2006)
Después de actuar en el festival anual de rap de Alamar, un barrio de La Habana conocido por su importancia en el movimiento cubano de hip-hop, Odaymara, Olivia y Odalys decidieron cambiar de estilo hacia su activismo artístico. Krudas Cubensi surgió en 1999 como respuesta a lo que el grupo consideraba una gran falta de representación de las mujeres en el movimiento: las tres artistas deseaban "incorporar un discurso feminista a la postura desenfrenada de la mayoría masculina"..”
Su primera actuación no como Tropazancos tuvo lugar en 2000 en un festival de hip-hop de La Habana. Debido a su trabajo artístico en los años anteriores, las miembros de Krudas Cubensi ya eran conocidas por artistas influyentes y productores en el movimiento clandestino de hip-hop cuando comenzaron a rapear como Las Krudas.
En 2005, Krudas Cubensi participó en el nacimiento del colectivo de rap femenino Omega Kilay con artistas como Danay Suarez, deseando nuevamente eludir la falta de representación de las mujeres dentro de la escena musical de La Habana.
A medida que creció su popularidad, los miembros de Krudas Cubensi comenzaron a recibir invitaciones para actuar en festivales de música en el extranjero, pero sus solicitudes de viaje siempre fueron rechazadas por el gobierno Cubano.

### Emigración a los Estados Unidos y tour (2006-present)
Deseando compartir con activistas fuera de Cuba más libremente, el grupo se mudó a los Estados Unidos en 2006 cruzando la frontera entre Estados Unidos y México usando la política Pies secos, pies mojados. La decisión del grupo de irse Cuba fue motivado por su deseo de luchar por la justicia social en otras partes del mundo, especialmente en términos de concienciar sobre el aislamiento de las lesbianas latinas negras y caribeñas.
Desde 2006, Krudas Cubensi realizó una gira por los EE. UU. y México, y en otros países Latinoamérica como Colombia y Guatemala, realizando e impartiendo talleres en las diferentes comunidades que visitan. Sus fanes de banda cubanos están repartidos por todo el mundo.
Odaymar y Olivia viven en Austin, Tejas, mientras Odalys vive en California. Ella ya no toca con el grupo.

## Estilo y activismo musical
Los artistas explican el nombre del grupo diciendo que significa "los crudos nativos de Cuba y el Caribe que representan en el mundo".” El trío se formó con el objetivo de agregar "crudeza" al hip hop cubano, inspirado en sonidos naturales más que ritmos refinados y armoniosos.
Desde el principio, Krudas Cubensi ha vinculado activismo a la música y sus actuaciones. Identificándose como artistas de hip-hop “Afrolatinas, queer, veganas en los EEUU”, las músicas basan su trabajo en la intersección de sus identidades, creyendo en la conexión entre el arte y el activismo en la lucha por la justicia social.
Primero en Cuba y ahora como parte de la diáspora cubana en los Estados Unidos, el grupo pone los problemas sociales en el corazón de todas las letras y actuaciones, hablando de feminismo, patriarcado y machismo, racismo, homofobia y lesbofobia, clasismo, especismo, discriminación por edad, etc. El dúo de poetas produce lo que ellos llaman "música consciente", buscando promover y defender las experiencias de "womyn, inmigrantes, maricas y personas de color".
Su trabajo se centra en la música, pero también se trata de compartir conocimientos con las diferentes audiencias, grupos e individuos con los que se cruzan, por ejemplo, con respecto a la aceptación del cuerpo y la no conformidad de género, y aborda temas como el vello corporal y la menstruación, como en la canción "120 horas rojas", una oda a la menstruación de las mujeres.

## Miembros
- Odaymar Cuesta (Pasa Kruda) — (1999–presente)
- Olivia Prendes (Pelusa Kruda) — (1999–presente)
- Odalys Cuesta (Wanda Kruda) — (1999–2010)

## Discografía
Álbumes de Krudas Cubensi
- Cubensi Hip Hop (2003)
- Kandela (2005)
- Resistiendo (2007)
- Krudas Compilación (2009)
- Levántate (2012)
- Poderosxs (2014)
- Highly Addictive (2016)
- LNL (2019)

Equipo de Outerspaces
- Power in the Margins (2014)

## Otro proyecto: OREMI
En 2005, el Centro Nacional Cubano de Educación Sexual (CENESEX) solicitó a los miembros del grupo ser cofundadores del primer grupo de lesbianas apoyado por el estado, Grupo OREMI. Fueron contactados por su activismo por los derechos LGBT en Cuba.